# أولافور كريستجانسون
أولافور كريستجانسون هو مدرب كرة قدم ولاعب كرة قدم آيسلندي في مركز الدفاع، ولد في 20 مايو 1968 في ريكيافيك في آيسلندا. شارك مع منتخب آيسلندا لكرة القدم. أما مع النوادي، فقد لعب مع آرهوس جمناستيك فورينينغ وفيمليكافيلاغ هافنارفيارذار وناتدبيرنوفيلاغ ريكيافيكور.

## وصلات خارجية
- أولافور كريستجانسون على موقع قاعدة بيانات كرة القدم.إي يو (الإنجليزية)
- أولافور كريستجانسون على موقع ناشيونال فوتبول تيمز (الإنجليزية)
- أولافور كريستجانسون على موقع Soccerway.com (الإنجليزية)
- أولافور كريستجانسون على موقع عالم كرة القدم.نت (الإنجليزية)